# Лущава
Лущава (укр. Лущава) — река в Калушском районе Ивано-Франковской области и Стрыйском районе Львовской области Украины. Правый приток реки Свича (бассейн Днестра).
Длина реки 15 км, площадь бассейна 32,5 км². Уклон реки 6 м/км. Река равнинного типа. Долина преимущественно широкая и неглубокая, в среднем течении покрыта лесом. Русло слабоизвилистое (в низовьях более извилистое), есть перекаты, дно местами с галькой.
Берёт начало в лесном массиве восточнее села Солуков. Течёт преимущественно на север, в низовьях — на северо-восток. Впадает в Свичу северо-восточнее села Малые Дедушичи.